# مانوئل فررا
مانوئل جینین که بیشتر با نام هنری مانوئل فررا شناخته می‌شود (فرانسوی: Manuel Ferrara‎؛ زاده ۱ نوامبر ۱۹۷۵) بازیگر پورنوگرافی و کارگردان اهل فرانسه است.
او تاکنون ۶۴ جایزه در زمینه فیلم‌های بزرگسالان، از جمله ۶ جایزه ای‌وی‌ان (به عنوان بهترین بازیگر پورنوگرافی مرد) را دریافت کرده‌است.

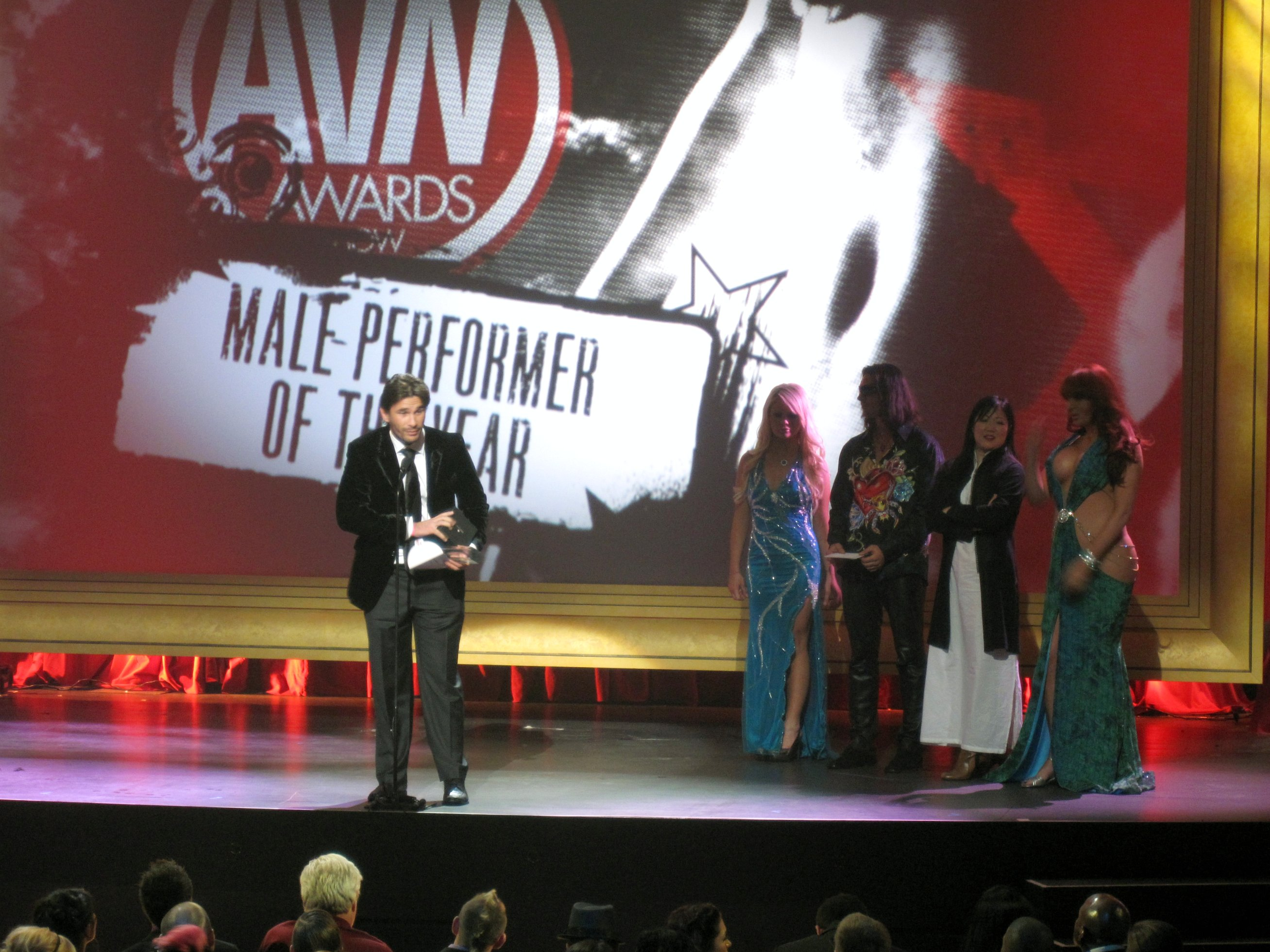
مانوئل فررا برندهٔ جایزهٔ بهترین بازیگر مرد در سال ۲۰۱۰ جشنواره ای وی ان.

## ابتدای زندگی
فررا در له روانسی فرانسه زاده شد و در شهر گنیی بزرگ شد. پدر او فرانسوی و مادرش اهل اسپانیا است. پدر فررا برق‌کار و مادرش نظافتچی بود که به فرانسه مهاجرت کرد. او پدر خود را در سن ۱۷ سالگی از دست داد.

## پیشینه
فررا اولین ویدیوی خود را در سال ۱۹۹۷ در حالی که مشغول به تحصیل بود و پس از تبلیغ در یک مجله پورنوگرافی در فرانسه ضبط کرد. پس از آن، او این حرفه را ادامه داد و با چند شرکت پورنوگرافی فرانسوی و اروپایی همکاری کرد. او نام هنری مانوئل فررا را به دلیل شباهت چهره‌اش با بازیکن مشهور بوکس، استفان فررا انتخاب کرد.
فررا در آغاز کارش از حمایت روکو سیفردی برخوردار شد که او را در برای بازی در فیلم مد لباس به کارگردانی جان استاگلیانو پیشنهاد داده بود.

## زندگی شخصی
فررا تاکنون دوبار ازدواج کرده، بار اول در سال ۲۰۰۵ با بازیگر پورن، دینا وسپولی که هفت سال بعد طلاق گرفتند و حاصل آن چهار فرزند پسر بود. پس از جدایی از وسپولی با دیگر هنرپیشهٔ پورن کیدن کراس ازدواج کرد که یک فرزند دختر ثمرهٔ این ازدواج است.
در ۱۱ اوت ۲۰۱۶ فررا به توییچ.تی‌وی پیوست و در آن شبکه به میزبانی و مجری‌گری در زمینهٔ صنعت سرگرمی بزرگسالان پرداخت.